# Tarnaszentmiklós
Tarnaszentmiklós là một thị trấn thuộc hạt Heves, Hungary. Thị trấn này có diện tích 35 km², dân số năm 2010 là 870 người, mật độ 25 người/km².